# Кленоварня
Кленоварня, также сахарная хижина (фр. cabane à sucre), домик для сока, сахарный домик, сахарная лачуга или сахарная каюта, — вид полукоммерческого предприятия, в основном распространённый в Восточной Канаде и северной части Новой Англии. Как следует из названия, сахарные хижины — это маленькие постройки или группы построек, где из древесного сока, собранного с сахарных клёнов, с помощью кипячения получают кленовый сироп. Обычно такие домики строят прямо в кленовых рощах, где одновременно выращивают деревья и собирают сок (в отличие от крупных заводов массового производства, построенных для этой цели в XX веке).
Исторически кленоварни являются продуктом индейской и европейской изобретательности. Французский исследователь и колонист Пьер Буше записал наблюдения за коренными народами, делающими кленовый сироп, в своем «l’histoire veritable et naturelle des moeurs et productions du pays de la Nouvelle-France, vulgairement dite le Canada» (1664). Производство кленового сиропа стало традицией, принесённой в Новую Францию поселенцами швейцарского и французского (нормандского) происхождения в течение XVII века. Их целью было производство сиропа для торговли или продажи, а также для личного пользования в холодные зимние месяцы. После британского завоевания 1763 года эта традиция распространилась в провинциях Онтарио, Нью-Брансуик и Новая Шотландия, но в Квебеке оставалась преимущественно семейной (наряду с другими патриархальными ремёслами).
Сегодня многие сахарные хижины работают в коммерческих целях, а также предлагают гостевые залы и мероприятия на свежем воздухе, открытые для широкой публики в определённые месяцы. Многие из этих мероприятий включают катание на санях, экскурсии по территории, а также поедание кленового ириса, приготовленного в домике в присутствии клиентов. Приемные залы обслуживают большие группы, предлагая блюда, сдобренные кленовым сиропом. Эти блюда включают ветчину, бекон, сосиски, запечённые бобы, яичницу, свиные шкварки и панкейки. Есть также такие фирменные блюда, как домашние соленья, домашний хлеб, а также десерты, такие как сахарный пирог и кленовый ирис на снегу.
Более загруженный период для сахарных хижин — с конца октября до конца апреля, когда кленовый сок становится доступным. Тем не менее, при температуре ниже 0 градусов по Цельсию практически невозможно извлечь сок, и поэтому основная деятельность разворачивается в период оттаивания ранней весной. Мероприятия обычно проводятся в течение двух первых недель апреля, являясь ежегодным праздником весны и прологом к Пасхе.

## Галерея
- Гравюра Les sucres (Сахар), Эдмонд-Джозеф Массикотт (1875-1929)
- Сахарная хижина
- Традиционная еда, подаваемая в кленоварне
- Проба кленовой ириски
- Кленовая роща в Мон-Сен-Грегуар